# 有賀敏之
有賀 敏之（あるが としゆき、1960年11月29日 - ）は、日本の経済学者。筑波大学社会科学系助教授、大阪市立大学教授、大阪公立大学経済学部・大学院経済学研究科教授等を経て、2024年より福山大学経済学部教授。2025年より福山大学学長補佐・大学院経済学研究科長を兼務。
世界経済論・グローバリゼーション論の、今日の日本における第一人者と目されている。
この間2016年から2019年にかけて、社会科学系大学院として学生定員数が日本最大、社会人大学院としても日本最大規模であった大学院創造都市研究科の研究科長の任にあった。
伯従父（いとこおじ、母の従兄）に作曲家の小林亜星がいる。小林の父、利政は青雲の志から小学校の代用教員を辞して郷里の新潟から上京した。そこで信州佐久出身の新舟塩子と入籍するが、利政が逓信省に職を得るまでの期間に、有賀の母方の祖父に当たる塩子の実兄、新舟勇司宅に、利政が転がり込む形で夫婦で居候していた。またその後に生まれた長男の亜星は、戦時下での信州佐久への学童疎開中に、従妹に当たる有賀の母修子と兄妹同然に過ごした。

## 経歴
長野県飯田市生まれ。同郷の太宰春臺（春台）・菱田春草・日夏耿之介に倣ってか「信州飯田の人」と自称。
京都大学経済学部卒業後、京都大学大学院経済学研究科博士後期課程修了。京都大学博士（経済学）。京都大学経済学部で渡辺尚に、同大学院法学研究科修士課程（政治学専攻）で高坂正堯、経済学研究科博士課程（経済政策学専攻）において杉本昭七に師事。杉本昭七最後の高弟。
国際経済学・国際関係論・多国籍企業論の3つの学を駆使する独自の学際的研究で知られる。叙述における歴史的、空間的パースペクティブのスケール感を持ち味とする。
学位論文に結実した、現代帝国主義論を脱構築的に論じた一連の研究で世に出、その後ミレニアム前後に隆盛となった多国籍企業の国際的再編のミクロレベルでの検証に軸足を移す。近年は国内外の巨大都市の経済圏に着目した広域経済の実証研究に新境地を示している。
一連の中国都市経済研究の集成として、2012年12月に『中国日系企業の産業集積〔上海・長江デルタ・天津篇〕』が刊行された。
2022年6月、初の一般向けの著作として『中国の危機と世界 ―強権国家・終わらないバブル・人民共和国崩壊』が刊行された。数ある反中国本とは一線を画し、中国不動産バブルの崩壊から中華人民共和国の崩壊までを学際的な分析を踏まえて予言した同書は、刊行前の予約段階からAmazonの関連ジャンルにおいて第一位を獲得するなど、注目を集める。
同年11月に至り、あらかじめ同書に記されていたとおりに現実の歴史が動いて、首都北京を始めとする中国各地の主要都市において政府のゼロコロナ政策に抗議する「白紙運動」と呼ばれる、若者による広汎な抗議運動が起こる。これに対して中国共産党は史上初めて、人民からの要求に対して譲歩する形で、翌23年1月初めにかけての期間に、都市封鎖・区域封鎖とPCR検査証明の義務付けを基礎とした、習政権の看板政策であるゼロコロナ政策の放棄に追い込まれた。
その結果として、感染者の実数が把握されていない状況下で水面下の感染爆発が生じ、中国当局が過小に見積もって公表している死者数と感染の実態との乖離が拡大している。1月22日から始まった春節では近年にない大規模な国内外の移動が生じており、春節明けの情勢の緊迫化が懸念された。2月には各地の地方政府による医療給付の削減に抗議する形で、再び武漢・大連をはじめとする各地で定年退職者を主体とする大規模なデモ「白髪革命」が起こるが、日本の大マスコミは必ずしもこれを報道していない。
一連の動きを踏まえて、2023年4月、前年発行の著書の続編となる著者初のKindle版書籍『白紙運動の衝撃とロシアの危機: 再ブロック化する世界』が刊行された。同書は11月の白紙運動から2月の白髪革命に至る中国での動乱の予兆と、ロシア連邦版のアフガニスタン戦争となりつつあるウクライナ戦争に足を取られて揺らぐプーチン政権を対比させて論じている。補論的に著者のさらなる新境地というべきパンデミック研究の新展開として、明代中国におけるペストの蔓延と王朝の動揺に関する考察が行われている。2025年6月に発行した『中国の変調とその背景』では、習近平替玉論を唱えるなど、トンデモ論を展開しており、読者に笑いを提供している。

## 著書

### 単著
- 『グローバリゼーションの政治経済学』（同文舘, 1999年）
- 『グローバリゼーションの政治経済学 第二版』（同文舘, 2002年）
- 『グローバリゼーションの政治経済学 第三版』（同文舘, 2005年）
- 『グローバル企業再編』（同文舘, 2007年）
- 『中国日系企業の産業集積〔上海・長江デルタ・天津篇〕』（同文舘, 2012年）
- 『中国の危機と世界』（同文舘, 2022年）
- 『白紙運動の衝撃とロシアの危機』（Amazon Kindle, 2023年）

### 共著
- 『岐路に立つグローバリゼーション―多国籍企業の政治経済学』（ナカニシヤ出版, 2008年）

### 共編著
- （関下稔）『東海地域と日本経済の再編成―地域経済、グローバル化、産業クラスター』（同文舘, 2009年）